# Alsing Andersen
Pour les articles homonymes, voir Andersen.
Alsing Andersen, né le 5 février 1893 à Copenhague (Danemark) et mort le 5 décembre 1962, est un homme politique danois, membre des Sociaux-démocrates (qu'il a présidé), ancien ministre et ancien député au Parlement (le Folketing).